# Municipalità locale di Matatiele
Matatiele è una municipalità locale (in inglese Matatiele Local Municipality) appartenente alla municipalità distrettuale di Alfred Nzo della  Provincia del Capo Orientale in Sudafrica. 
In base al censimento del 2001 la sua popolazione è di 194.628 abitanti.
La sede amministrativa e legislativa è la città di Matatiele e il suo territorio si estende su una superficie di 4.352 km² ed è suddiviso in 24 circoscrizioni elettorali (wards). Il suo codice di distretto è EC441.

## Geografia fisica

### Confini
La municipalità locale di Matatiele confina a nord e a ovest con il Lesotho, a est con quella di Greater Kokstad (Sisonke/KwaZulu-Natal), a sud con quella di Umzimvubu e a ovest con quella di Elundini (Ukhahlamba).

### Città e comuni
- Bakoena
- Cedarville
- Harry Gwala Park
- Itsokolele
- Lehlohonolo
- Ludidi
- Lupindo
- Mafube
- Malubelube
- Maluti
- Manguzela
- Matandela
- Matatiele
- Mzingisi
- Mosesh
- Mzongwana
- Roamer’s Rest
- O'Conners Camp
- Sibi
- Sigonga

### Fiumi
- Klein Mzimvubu
- Likhetlane
- Babele
- Kinira
- Mabele
- Mkemane
- Morulane
- Mvenyane
- Mzimvubu
- Riet
- Somabadi
- Tswereka

### Dighe
- Bon Accord Dam
- Mountain Dam